# 克雷伊站
克雷伊站，是法国的一个铁路车站，位于法国城市克雷伊。

## 位置
克雷伊站位于克雷伊市区中部偏西北，瓦兹河右岸。车站大致呈西南-东北走向，开口朝东南。

## 车站概况
克雷伊站是一个重要的铁路枢纽，有四条铁路在此交汇。在法国高速铁路北线通车以前，克雷伊是巴黎前往法国北部大部分地区乃至比利时、荷兰等地的必经之路。
克雷伊站是RER D的北端终点，距离巴黎北站50公里，但由于该线路利用既有线运营，沿途设有多个折返段，因此实际上从克雷伊站始发的RER D列车数量很少，相反，途径克雷伊前往巴黎方向的TER或Intercités班次频率远高于RER D，而且因其停站较少，前往巴黎平均仅需半小时左右。此外，由于克雷伊不属于法兰西岛大区，因此理论上使用普通的法兰西岛通勤卡（法語：Navigo zone 1~5）不能直接乘坐RER D及Transilien N，需补购克雷伊到叙尔维利耶-福斯或瓦兹河畔布吕耶尔这一段的车票。

## 设施
克雷伊站设有人工售票窗口，其开放时间如下：
- 周一：4:30 - 21:15
- 周二至五：5:30 - 21:15
- 周末及节假日：5:30 - 22:05

此外，克雷伊站还设有自动售票机等设施。

## 停靠线路
以下列车线路在克雷伊站停靠：
| 克雷伊站列车线路表（长途线路） |            |                      |                          |              |
| 线路                           | 车种       | 上一站               | 下一站                   | 大致运行频率 |
| 巴黎→滨海布洛涅                | INTERCITÉS | 巴黎北               | 隆戈                     | 每天2班      |
| 巴黎—亚眠                      | INTERCITÉS | 巴黎北               | 瓦兹克莱蒙/隆戈          | 每天5趟左右  |
| 巴黎—亚眠                      | TER        | 巴黎北/尚蒂伊-古维约 | 莱涅维尔/瓦兹克莱蒙      | 每天4趟左右  |
| 克雷伊—亚眠                    | TER        | （起点）             | 莱涅维尔                 | 每天2~4趟    |
| 巴黎—瓦兹克莱蒙/圣瑞斯特昂绍塞 | TER        | 尚蒂伊-古维约        | 莱涅维尔                 | 每天1~4趟    |
| 巴黎—康布雷                    | INTERCITÉS | 巴黎北               | 圣马克桑斯桥             | 每天1趟      |
| 巴黎—圣康坦                    | INTERCITÉS | 巴黎北               | 圣马克桑斯桥/贡比涅      | 每天1~4趟    |
| 巴黎—圣康坦                    | TER        | 巴黎北/尚蒂伊-古维约 | 圣马克桑斯桥             | 每天1~5趟    |
| 巴黎—贡比涅                    | TER        | 尚蒂伊-古维约        | 维莱圣保罗/里约-昂日库尔 | 每天4~9趟    |
| 克雷伊→贡比涅                  | TER        | （起点）             | 维莱圣保罗               | 每天1班      |
| 巴黎—克雷伊                    | TER        | 尚蒂伊-古维约        | （终点）                 | 每天1~7趟    |
| 克雷伊—博韦                    | TER        | （起点）             | 蒙塔泰尔                 | 每天4~14趟   |
| 1. 2. 3.                       |            |                      |                          |              |

| 克雷伊站列车线路表（区域线路） |               |           |          |          |
| 起点                           | 上一站        | 线路      | 下一站   | 终点     |
| 科尔贝伊-埃松/瑞维西           | 尚蒂伊-古维约 | [T] · (D) | （终点） | （终点） |
| 蓬图瓦兹                       | 圣勒代斯朗    | [T] · [H] | （终点） | （终点） |

## 配套交通

### 长途客车
| 停靠克雷伊站的大巴车 |                      | |
| 上下车地点           | 运营单位             | 主要目的地 |
| 克雷伊站门口         | 瓦兹省城际客运 CD 60 | - 1号线：蒙希圣埃卢瓦、利扬库尔、巴耶瓦勒 - 2号线：布勒努耶、桑克 - 3A号线：韦尔讷伊昂纳拉特、弗勒里讷 - 4号线：圣马克西曼、尚蒂伊、夸拉福雷 - 7号线：圣马克西曼、阿普勒蒙、维讷伊-圣菲尔曼、桑利斯 - 12A号线：莱涅维尔、朗蒂尼、布勒伊勒韦尔、克莱蒙 - 61号线：蒙塔泰尔、梅洛、锡尔莱梅洛、于利圣乔治 |
| 克雷伊站门口         | SNCF Car TER         | - 20线：比里、博韦 - 31线：桑利斯、戴高乐机场客运中心站 - 当某条铁路线施工或罢工时，SNCF可能也会提供途径该线路沿途站点的大巴车 |
| 1. 2. 3. 4.          |                      | |

### 市内交通
| 克雷伊站附近的市内公共交通线路 |              | |
| 公交车站名称                   | 位置         | 停靠线路 |
| Gare 火车站                    | 克雷伊站门口 | - A线：克雷伊-医院 ↔ 蒙塔泰尔-市政府 - B线：克雷伊-医院 ↔ 瓦兹河畔诺让-埃里奥 - C线：克雷伊-医院 ↔ 瓦兹河畔诺让-圣埃克絮佩里 - D线：克雷伊-医院 ↔ 维莱圣保罗-维莱工业区 - E线：克雷伊-火车站 ↔ 蒙塔泰尔-佐拉 - R1线：克雷伊-火车站 ↔ 维莱圣保罗-工业区 - R2线：克雷伊-火车站 ↔ 克雷伊-阿拉塔公园 - R3线：克雷伊-火车站 ↔ 圣瓦斯特莱梅洛 |
| 1. 2. 3.                       |              | |

### 社会车辆
克雷伊站北侧门口设有大型露天社会车辆停车场，由SNCF下属的EFFIA负责运营和管理。

## 临近车站
| 克雷伊站（Gare de Creil）      |                      |              |
| 上行车站                       | 线路                 | 下行车站     |
| 尚蒂伊-古维约站                | 巴黎－里尔铁路       | 莱涅维尔站   |
| （起点）                       | 克雷伊－热蒙铁路     | 维莱圣保罗站 |
| 圣勒代斯朗站                   | 皮埃尔莱－克雷伊铁路 | （终点）     |
| （起点）                       | 克雷伊－博韦铁路     | 蒙塔泰尔站   |
| - 本表仅显示运营中的线路及车站 |                      |              |